# La Condition ouvrière
La Condition ouvrière est un ouvrage de la philosophe française Simone Weil, paru en 1951 aux éditions Gallimard, dans la collection « Espoir » dirigée par Albert Camus.
Le livre est composé de textes divers – des lettres, un journal et des articles – écrits entre 1934 et 1942, dont quelques-uns seulement sont parus en revues du vivant de l’auteure. Ces textes concernent l'expérience ouvrière vécue par les travailleurs salariés dans les années 1930 et forment, dans leur ensemble, une tentative pour en comprendre les enjeux politiques, sociaux et économiques.
L'intérêt de l'ouvrage est à la fois historique et philosophique : il constitue, d'une part, une source de renseignements sur la situation des ouvriers à cette époque et, d'autre part, un exposé des idées de Weil sur les thèmes du travail, des machines, du temps, du malheur, de l'attention, de la joie, de l'obéissance et de la nécessité. Le texte le plus long, le Journal d'usine, est le récit du quotidien vécu par Weil lorsqu'elle travaille comme ouvrière en 1935.

## Contexte historique
L'intention d'expérimenter la condition ouvrière est venue très tôt à Simone Weil ; elle en parle comme d'un « rêve » de jeunesse. En effet, elle écrit à Alain à l'été 1934 qu'en devenant ouvrière, elle entend « réaliser un vieux rêve » qu'elle caressait déjà « sur les bancs d'Henri-IV », donc vers la fin des années 1920, alors qu'elle avait à peine 20 ans. Elle écrit également à Marcel Martinet, en ce même été 1934, qu'elle pourra « enfin, probablement, travailler en usine, comme [elle] rêve de le faire depuis près de dix ans ». En mars 1935, après trois mois de vie ouvrière, elle confie à Nicolas Lazarévitch qu'elle a pu « réaliser un projet qui [la] préoccupe depuis des années », s'exprimant en des termes semblables dans une lettre de la même période à son ancienne élève Simone Gibert : « je le désirais depuis je ne sais combien d'années ». Ce rêve, ce désir, lui viennent du besoin qu'elle ressent de joindre le savoir pratique à la connaissance théorique.
Entre 1931 et 1934, Weil enseigne la philosophie aux lycées du Puy, d'Auxerre et de Roanne. En marge de son enseignement, elle milite pour les chômeurs, s'implique dans les milieux syndicaux et donne des cours à des mineurs. Elle estime qu'avoir un point de vue philosophique ou théorique sur la réalité ne suffit pas et que toute conception, quelle qu'elle soit, doit être mise « à l'épreuve du réel ». D'après elle, la réflexion philosophique et l'action politique ne peuvent pas être des entreprises sérieuses et sensées sans une telle épreuve, c'est-à-dire sans l'expérience concrète qui permet de comprendre la nature de la réalité dont la philosophie ne présente que l'aspect théorique. L'expérience du travail en usine durant l'année 1935, celle de la guerre d'Espagne dans laquelle elle s'engage à l'été 1936 et, en 1943, ses efforts pour être envoyée en mission alors qu'elle est rédactrice pour la France libre, témoignent de cette « vocation », de cette « nécessité intérieure » qui ont façonné sa vie, et de l'intrication de l'action et de la réflexion qui la caractérise.
Le 20 juin 1934, elle se met en congé de l'enseignement, ayant fait une demande « pour études personnelles » qu'elle formule ainsi : « je désirerais préparer une thèse de philosophie concernant le rapport de la technique moderne, base de la grande industrie, avec les aspects essentiels de notre civilisation, c’est-à-dire d’une part notre organisation sociale, d’autre part notre culture ». Bien qu'une telle formulation ne révèle pas clairement son projet de se faire ouvrière, elle cerne tout de même l'activité dans laquelle s'engage Simone Weil, qui commence à rédiger les Réflexions sur les causes de la liberté et de l'oppression sociale, et qui s'apprête précisément à les mettre à l'épreuve en entrant à l'usine.

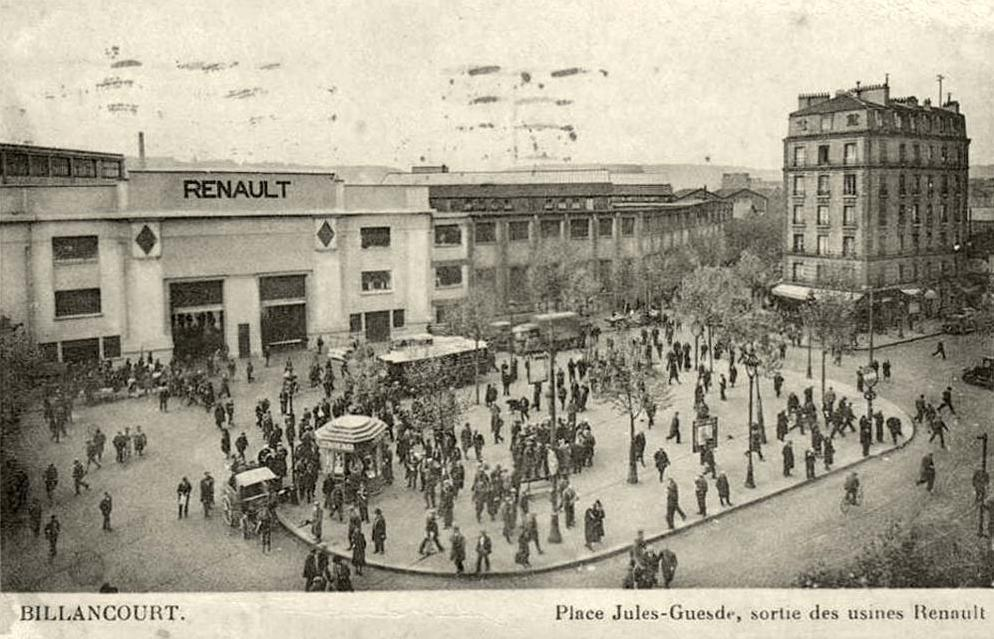
L'usine Renault à Boulogne-Billancourt au début du XXe siècle.

Du 4 décembre 1934 au 23 août 1935, Weil est ainsi en immersion dans le monde ouvrier chez Alsthom à Paris, aux Forges de Basse-Indre à Boulogne-Billancourt puis chez Renault. Elle est embauchée grâce à l'intervention de Boris Souvarine, qui connaît Auguste Detœuf, le fondateur et l'administrateur d'Alsthom, comme elle l'explique à Simone Gibert : « je n'y suis arrivée que par faveur : un de mes meilleurs copains connaît l'administrateur délégué de la Compagnie, et lui a expliqué mon désir ; l'autre a compris, ce qui dénote une largeur d'esprit tout à fait exceptionnelle chez cette espèce de gens ». Il s'agit non seulement de vivre une expérience, mais d'« entrer en contact avec la vie réelle », c'est-à-dire de comprendre l'expérience de la vie ouvrière de l'intérieur, en la vivant. Elle consigne les instants vécus, « le sentiment d'être livrée à une machine, de ne pas savoir à quoi répond le travail accompli, ce qu'il sera demain, si les salaires seront diminués, etc. ». Autrement dit, elle expérimente très concrètement la condition ouvrière qu'elle rêvait de vivre, dans toute sa dureté et avec toutes ses difficultés.

## Résumé
Les textes contenus dans La Condition ouvrière, bien qu'ils appartiennent à des genres différents et qu'ils aient été composés sur sept années, ne forment pas pour autant un ensemble disparate : ils ont été rassemblés par l'éditeur sous un thème commun, celui du travail, qui peut être considéré comme le thème central de la philosophie de Simone Weil. La place du travail est confirmée non seulement dans sa correspondance, dès l'été 1934, et jusque dans le texte le plus tardif du recueil, « Condition première d'un travail non servile », rédigé en 1942, mais également dans les dernières phrases de L'Enracinement, dans lequel elle écrit, au printemps 1943, que « les autres activités humaines, commandement des hommes, élaboration de plans techniques, art, science, philosophie, et ainsi de suite, sont toutes inférieures au travail physique en signification spirituelle », ajoutant que « la place que doit occuper le travail physique dans une vie sociale bien ordonnée » ne doit être rien de moins que son « centre spirituel ».
La philosophie du travail de Weil ne consiste pas en une théorie ou des analyses abstraites : elle s'est construite sur la base d'une observation sociologique et de réflexions philosophiques, ainsi que sur une participation active à la vie ouvrière, de manière à la comprendre de l'intérieur. La condition ouvrière dont parle Weil a été vécue directement, de sorte que ses analyses résultent de l'observation participante, leur procurant ainsi toute leur rigueur et leur pertinence.
Weil attribue l'échec de la révolution russe au fait que ses chefs n'ont pas compris les causes de l'aliénation ouvrière ; n'ayant eux-mêmes jamais travaillé en usine, ils n'ont fait que reproduire l'oppression sociale déjà présente dans le système capitaliste, désormais produite par la structure bureaucratique du système communiste mis en place en Union soviétique, remplaçant la structure hiérarchique entre le capitaliste et le prolétaire par celle, non moins aliénante, entre les bureaucrates et les travailleurs. Elle écrit en effet à Albertine Thévenon : « quand je pense que les grands chefs bolchéviques prétendaient créer une classe ouvrière libre et qu'aucun d'eux – Trotski sûrement pas, Lénine je ne crois pas non plus – n'avait sans doute mis le pied dans une usine et, par suite, n'avait la plus faible idée des conditions réelles qui déterminent la servitude ou la liberté pour les ouvriers – la politique m'apparaît comme une sinistre rigolade ». Selon Weil, tant et aussi longtemps qu'une hiérarchie existe entre ceux qui commandent et ceux qui exécutent, la structure oppressive de l'organisation sociale est destinée à être maintenue en place et à perdurer.
Ainsi, pour libérer les travailleurs, il importe d’abord de comprendre la nature réelle de leur malheur, et non se contenter d'invoquer une doctrine – le marxisme – élaborée au milieu du XIXe siècle, dans des conditions fort différentes de celles qui prévalent dans les années 1930. Weil estime que pour comprendre la vie de l'ouvrier, il faut en faire l'expérience, la vivre concrètement, et qu'après avoir compris l'oppression qui la caractérise, il faut proposer des solutions. Les textes, dans leur ensemble, forment ainsi une vaste analyse théorique et pratique de la condition ouvrière, en cernent les problèmes et leurs causes, et esquissent des solutions concrètes.

## Éditions
La première édition de La Condition ouvrière (Paris, Gallimard, coll. « Espoir », 1951, 276 p.) est précédée d'une préface d'Albertine Thévenon, militante syndicaliste révolutionnaire, épouse d'Urbain Thévenon et amie de Simone Weil. Le livre est ensuite paru en édition de poche (coll. « Idées », 1964, 384 p.). Il a été réédité accompagné d'une introduction, de notes et d'un dossier par Robert Chenavier, et augmenté de plusieurs textes (Gallimard, coll. « Folio Essais », 2002, 528 p.). Le dossier comprend une brève biographie de Simone Weil, une chronologie de sa période de travail en usine, des notices biographiques sur ses correspondants, un glossaire des termes techniques utilisés dans son Journal d'usine, ainsi que des index des noms et des notions. Il existe aussi une édition de Raphaël Ehrsam (Flammarion, coll. « GF », 2022, 368 p.), comprenant un appareil critique (présentation, notes, dossier, chronologie et bibliographie), mais amputée de quelques textes inclus dans les précédentes versions, dont le Journal d'usine. La présentation est particulièrement riche et éclairante.
Les textes de La Condition ouvrière ne sont pas repris dans le même ordre dans les Œuvres complètes, où ils sont présentés de façon chronologique et thématique, les volumes contenant la correspondance générale n'ayant pas encore parus. Les textes, à l'exclusion des lettres, donc, se trouvent répartis dans les volumes 2 et 3 du tome II (Écrits historiques et politiques) et au volume 1 du tome IV (Écrits de Marseille).

### Composition de l'ouvrage
Les textes qui composent l'ouvrage appartiennent à différents genres.
- Une vingtaine de lettres à des correspondants reliés au milieu ouvrier ou syndical : patrons, ingénieurs, syndicalistes et amis.
- Un Journal d'usine dans lequel Weil rend compte de ce qui se passe dans sa vie d'ouvrière. Elle y décrit minutieusement le travail qu'elle fait – type et nombre de pièces fabriquées, salaire, état ou fonctionnement de la machine –, les incidents qui se produisent à l'atelier, ainsi que ses humeurs et ses réflexions. Elle note également son état mental, physique ou moral relativement aux circonstances.
- Une douzaine d'articles, d'analyses ou d'ébauches sur l'usine, les conditions et l'organisation du travail, les machines, le syndicalisme et les grèves.

De manière générale, ces textes font connaître les réflexions et les conceptions philosophiques de Simone Weil au sujet de la condition ouvrière.

### Publication de l'ouvrage
Weil n'a publié aucun livre de son vivant ; seuls quelques articles ont paru dans des revues, parfois sous un pseudonyme. Lorsqu'elle décède en 1943, elle laisse un grand nombre de manuscrits. Ils ont été pour la plupart édités en recueils, rassemblés par thèmes, sans nécessairement tenir compte de leur période de rédaction, dans la collection « Espoir » fondée par Albert Camus.
La Condition ouvrière est un livre qui diffère des Réflexions sur les causes de la liberté et de l'oppression sociale, texte suivi et complet écrit en 1934, et de L'Enracinement, texte rédigé en 1943 et relativement achevé, bien que non révisé, la mort ayant empêché Weil de se relire. En effet, il ne s'agit pas d'un essai mais d'un recueil d'articles, de lettres, d'ébauches, de réflexions et de notes. Il n'a pas été conçu, établi ou approuvé par l'auteure. C'est pourquoi ces textes, lorsqu'ils ont été réédités dans les volumes des Œuvres complètes, ont été replacés dans leur ordre chronologique et présentés en fonction d'autres critères éditoriaux.

### Textes publiés dans les différentes versions
Simone Weil, La Condition ouvrière, avant-propos d'Albertine Thévenon, Paris, Gallimard, coll. « Espoir », 1951, 276 p. ; réédition, coll. « Idées », 1964, 384 p.
Simone Weil, La Condition ouvrière, présentation et notes par Robert Chenavier, Paris, Gallimard, coll. « Folio Essais », 2002, 528 p.
Simone Weil, La Condition ouvrière, édition de Raphaël Ehrsam, Paris, Flammarion, coll. « GF », 2022, 368 p.
Simone Weil, La Condition ouvrière, Paris, Payot, coll. « Petite bibliothèque Payot », 2022, 128 p.
Simone Weil, Journal d'usine, Paris, Payot, coll. « Rivages poche », 2023, 100 p.

## Réception critique
Michèle Aumont, dans la Revue de l'Action populaire, souligne « la profondeur de vue et l'inquiétude spirituelle de Simone Weil », et « la grande justesse » avec laquelle « les divers problèmes que posent le travail en usine et les rapports humains dans l'entreprise ont été saisis et présentés ».
Dans L'Express du 13 décembre 1955, Albert Camus écrit : « Le plus grand, le plus noble livre qui ait paru depuis la Libération s'appelle La Condition ouvrière de Simone Weil ».
Hannah Arendt, dans Condition de l'homme moderne, écrit qu'« il n'est peut-être pas exagéré de dire que La Condition ouvrière de Simone Weil est le seul livre, dans l'énorme littérature du travail, qui traite le problème sans préjugé ni sentimentalisme », relevant la pertinence de sa critique de l'aspect utopique du marxisme.
Pour Charles-Henri Favrod, « les analyses de Simone Weil anticipent sur tous les travaux des sociologues et les futures dénonciations du travail des O.S. Elle décrit avec précision le mécanisme de ce que l'on a appelé depuis l'aliénation ouvrière ».